# Komendant hufca
Komendant hufca – instruktor harcerski kierujący zarządem hufca – jednostki terenowej w ogólnopolskich organizacjach harcerskich, o zasięgu terytorialnym odpowiadającym najczęściej powiatowi lub gminie.

## Związek Harcerstwa Polskiego
W ZHP komendant hufca, jest wybierany przez zjazd hufca na czteroletnią kadencję. Komendant hufca może pełnić swoją funkcję maksymalnie dwie kadencje. Po tym czasie należy wybrać innego komendanta. Komendant kieruje pracą komendy hufca i działalnością hufca, prowadzi gospodarkę finansową przy pomocy skarbnika hufca. Wydaje też rozkazy i reprezentuje hufiec na zewnątrz. Komendant ma przynajmniej jednego zastępcę. Oznaką pełnienia funkcji komendanta hufca jest sznur srebrny poczwórnie pleciony, noszony z lewego ramienia.

## Związek Harcerstwa Rzeczypospolitej
W ZHR, komendant hufca, zwyczajowo zwany hufcowym to instruktor ZHR posiadający stopień harcmistrza lub podharcmistrza kierujący pracą hufca. Hufcowego powołuje lub odwołuje właściwy Komendant Chorągwi. Hufcowy jest przełożonym drużynowych lub komendantów innych jednostek działających w ramach hufca. Do zadań hufcowego należy:
- dbanie o utrzymanie właściwego poziomu wychowawczego drużyn i innych jednostek organizacyjnych z terenu hufca
- zatwierdzanie planów pracy jednostek, które mu podlegają
- powoływanie, przyjmowanie, zawieszanie i rozwiązywanie jednostek organizacyjnych z terenu hufca
- mianowanie i zwalnianie komendantów jednostek organizacyjnych z terenu hufca
- powoływanie opiekunów jednostek prowadzonych przez nie instruktorów
- powoływanie i obsadzanie na funkcje pomocnicze w hufcu
- prowadzenie dokumentacji hufca
- zarządzanie majątkiem Związku na terenie hufca
- wydawanie rozkazów

## Stowarzyszenie Harcerskie
W SH komendant hufca wybierany jest przez radę hufca (najwyższą władzę hufca) roczną kadencję. Komendant kieruje pracą hufca między radami hufca i ponosi za nią jednoosobową odpowiedzialność. Oznaczeniem funkcji komendanta hufca jest srebrny sznur noszony z ramienia. Do zadań komendanta hufca należy:
- kierowanie bieżącą działalnością hufca
- wykonywanie uchwał i decyzji władz wyższego stopnia
- koordynowanie i nadzorowanie pracy gromad, drużyn i innych jednostek hufca
- mianowanie i odwoływanie drużynowych, przybocznych i innych szefów podstawowych jednostek organizacyjnych hufca
- wydawanie na bieżąco rozkazów
- reprezentowanie hufca na zewnątrz
- kierowanie pracą komendy hufca, o ile taką powołał
- tworzenie warunków do działania podstawowych jednostek organizacyjnych
- koordynowanie realizacji zadań programowych i metodycznych podległych mu jednostek hufca
- opracowywanie planów kształcenia drużynowych i funkcyjnych oraz nadzór nad ich realizacją
- prowadzenie dokumentacji hufca.

W celu realizacji tych zadań komendant może powołać:
- komendę hufca, której to pracą zarządza
- hufcową komisję stopnia przewodnika.